# غاستون ميشيل
غاستون ميشيل (بالفرنسية: Gaston Michel)‏ (و. 1856 – 1921 م) هو ممثل، من فرنسا، ولد في فرنسا، توفي في لشبونة، عن عمر يناهز 65 عاماً.

## وصلات خارجية
- غاستون ميشيل على موقع IMDb (الإنجليزية)
- غاستون ميشيل على موقع ألو سيني (الفرنسية)
- غاستون ميشيل على موقع قاعدة بيانات الأفلام السويدية (السويدية)
- غاستون ميشيل على موقع قاعدة بيانات الفيلم (الإنجليزية)
- غاستون ميشيل على موقع كينوبويسك (الروسية)